# Trieb (Band)
Trieb (Eigenschreibweise: Trieb.) war eine Crossoverband aus Bielefeld.

## Geschichte
Die Band wurde Anfang der 1990er Jahre unter dem Namen Orange Fields gegründet. Kurze Zeit später wurde WEA Records auf die Gruppe aufmerksam und nahm sie unter Vertrag. In der Folge mischte sich die WEA deutlich ein: So sollten die Musiker statt englischer Texte nun auf Deutsch singen, auch wurde ihr Kleidungsstil angepasst. Und schließlich sollte der neue Bandname Trieb für treibende, nach vorne gehende Musik stehen, wurde aber oft als Sexualtrieb fehlinterpretiert. 1995 wurde das Debütalbum Groove Nation veröffentlicht; sein Titel ist eine Reverenz an das Album One Nation Under a Groove von Funkadelic. Das Musikvideo zur ersten Single Sexmonster erhielt auf dem TV-Sender VIVA viel Airplay und brachte eine Nominierung für den Musikpreis Comet ein.
Kurz vor der Veröffentlichung des Debütalbums erlitt die Band mit ihrem Bus einen schweren Unfall, als bei Tempo 120 ein Reifen platzte. Das Fahrzeug überschlug sich und wurde von einer Leitplanke aufgerissen. Die Musiker kamen mit Prellungen, Gehirnerschütterung und gebrochenen Rippen davon. Kurze Zeit später wurde der Gitarrist Stephan Riemer durch Markus Höhle ersetzt. Trieb spielte in der Folgezeit mehrere Tourneen im Vorprogramm der H-Blockx und Such a Surge, bevor sie zusammen mit Produzent Andreas Herbig am zweiten Studioalbum Unsterblich arbeiteten, mit dem man laut Schlagzeuger Elmar Walljasper aus dem „Crossover-Einheitsbrei“ ausbrechen wollte. Zwei Singles wurden noch ausgekoppelt, bevor sich die Band wenig später auflöste.

## Stil
Trieb nannten ihren Stil „Groovecore“. Markus Kavka vom deutschen Magazin Metal Hammer beschrieb die Band als „Bindeglied zwischen Betroffenheits- und Spaßfraktion“ und verglich Trieb mit Fleischmann und Such a Surge. Sein Kollege Matthias Mineur verwies beim zweiten Album darauf, dass Trieb statt auf bellenden Rap-Sprechgesang auf „eingängige Melodieführung“ setzt. Musikalisch erweiterte die Band ihr Spektrum um Loops und Samples.

## Diskografie

### Alben
- 1995: Groove Nation
- 1996: Unsterblich

### Singles
- 1995: Sexmonster
- 1995: Groove Doch
- 1996: Engel
- 1997: Mein Gott ist weiblich